# Orlando Vargas
Orlando Severo Vargas Pizarro (Pozo Almonte, 13 de julio de 1952) es un técnico mecánico, empresario y político chileno independiente. Se desempeña como alcalde de la comuna de Arica desde 2024, siendo concejal entre 2008 y 2009.  Luego ejerció como diputado de la República en representación del distrito N°1 de la Región de Arica y Parinacota desde 2010 hasta 2014.

## Biografía

### Familia y estudios
Nació el 13 de julio de 1952 en la oficina salitrera Peñachica, cercana a Pozo Almonte. Está divorciado y es padre cuatro hijos: Cristián, Cinthia, Melisa y Valeska.
En 1955 su familia emigró a la ciudad de Arica, realizando entre 1958 y 1963 los estudios básicos en la Escuela de Hombres N.º 14 de Arica, mientras que la educación media la realizó en el Liceo Industrial de Arica, egresando en 1970. Posteriormente ingresó en la Universidad Católica del Norte, donde obtuvo el título de técnico mecánico en 1973.

### Vida laboral
En el ámbito laboral, luego de salir de la universidad ejerció como profesor en el Liceo Politécnico de Arica hasta 1976, año en que es exonerado por la dictadura militar del general Augusto Pinochet, ante lo cual se dedicó a trabajar como taxista e incursionar en la música con el grupo «Los Halcones».
Entre 1978 y 1983, trabajó como técnico en la General Motors en la planta ubicada en Arica. En 1984 creó la empresa Ovapi Producciones, que se dedica al rubro de organizadora de eventos masivos y musicales, que en la actualidad la dirige su hijo mayor Cristián Vargas Morales. Paralelamente, se transformó en dirigente deportivo, social y cultural de la población San José de Arica, trabajando en la rehabilitación de jóvenes sumidos en las drogas.
En 1998, se convirtió en empresario de medios al comprar la Radio Golondrina de Arica, la que transformó en radio Puerta Norte, donde condujo programas de ayuda social. En 2007 comenzó con otro proyecto radial llamado Frecuencia Top y creó el diario Puerta Norte. A partir de 2014 retomó su actividad radial en la radio Puerta Norte como comentarista y entrevistador.

## Vida política
Sobre su participación en política y actividades públicas, en los años 80' fue dirigente vecinal en la población San José de Arica por más de una década. En 2002 renunció a su militancia en el Partido Socialista de Chile (PS). En 2008 militó unos meses en el Partido Por la Democracia (PPD) renunciando a dicha agrupación en abril de ese mismo año.
En las elecciones municipales de 2004 fue candidato independiente por la alcaldía de Arica, pero no resultó electo. En las municipales de 2008, fue electo concejal independiente de la municipalidad de Arica. Renunció al cargo para postularse a diputado.
En las elecciones parlamentarias de 2009, fue elegido como diputado por el distrito N.°1, representando a la Región de Arica y Parinacota, obteniendo una votación del 30,01%, siendo apoyado por el PPD, logrando la primera mayoría con un 27,20% de los votos, ganándole a su compañero de lista Iván Paredes Fierro, quién era el diputado en ejercicio.
Integró el LIII Periodo Legislativo (2010-2014). Formó parte de las comisiones de Zonas Extremas; de Pesca, Acuicultura e Intereses Marítimos; de Vivienda y Desarrollo Urbano; y de Ética y Transparencia.
En las elecciones parlamentarias de 2013, se presentó como candidato a la reelección como diputado por el mismo distrito n° 1 de la Región de Arica y Parinacota, en representación del PPD, sin resultar electo.
En las elecciones municipales de 2024 resultó electo alcalde de la comuna de Arica.

## Controversias
En enero de 2010, se querelló por injurias y calumnias contra el entonces diputado Iván Paredes Fierro, la Corte Suprema resolvió desaforar a este último hasta el término de su periodo parlamentario (11 de marzo de 2010).
En enero de 2018 es condenado por el Tribual Oral en los Penal del Arica, por fraude al Fisco. En el marco de la investigación denominado "Corrupción Municipal 2", donde se investigó fraude en la Municipalidad de Arica, la Fiscalía indicó que "Tras presentar una batería de pruebas, entre ellas cerca de 100 escuchas telefónicas, prueba documental y declaraciones de testigos y peritos, la Unidad de Alta Complejidad de la Fiscalía de Arica logró condenar al ex diputado Orlando Vargas Pizarro" . Sin embargo, en diciembre del mismo año, fue absuelto por el Tribunal, confirmando los hechos por los que se le acusaba, pero no se concurrió delito al no ser un funcionario público, "encontrándonos ante una figura delictiva, constituye un delito especial impropio que exige la concurrencia de una particular cualidad en el sujeto activo, que es ser funcionario público que en razón de su cargo, deba intervenir en los términos y alcances definidos en la norma citada, lo que en la especie no es posible predicar respecto del encausado". 

## Historial electoral

### Elecciones municipales de 2004
- Elecciones municipales de 2004, para la alcaldía de Arica.[5]

### Elecciones municipales de 2008
- Elecciones municipales de 2008, para concejal por Arica.[6]

(Se consideran solo los candidatos más votados con porcentaje mayor al 0.94%, de un total de 37 candidatos)

### Elecciones parlamentarias de 2009
- Elecciones parlamentarias de 2009, candidato a diputado por el distrito 1 (Arica, Camarones, General Lagos y Putre).[7]

### Elecciones parlamentarias de 2013
- Elecciones parlamentarias de 2013, candidato a diputado por el distrito 1 (Arica, Camarones, General Lagos y Putre).[8]

### Elecciones de Gobernador Regional de 2021
- Elección de gobernador regional de 2021 para la Región de Arica y Parinacota.

### Elecciones municipales de 2024
- Elecciones municipales de 2024, para la alcaldía de Arica.